# Спурій Постумій Альбін Павлул
Спурій Постумій Альбін Павлул (лат. Spurius Postumius Albinus Paullulus, ? — 169 до н. е.) — політичний, державний та військовий діяч Римської республіки, консул 174 року до н. е.

## Життєпис
Походив з патриціанського роду Постуміїв. Був братом впливового політика Луція Постумія Альбіна. Про молоді роки немає відомостей. 
У 185 році до н. е. став курульним едилом. У 184 році до н. е. увійшов до колегії авгурів. У 183 році до н. е. його обрано претором. Як провінцію отримав Сицилію.
Декілька разів намагався балотуватися на посаду консула, проте невдало. У 174 році до н. е. його зрештою обрано консулом разом з Квінтом Муцієм Сцеволою.
У 171 році до н. е. узяв участь у війні з Персеєм, царем Македонії. Помер під час цієї кампанії у 169 році до н. е.